# Pluribus
Pluribus (stylisé PLUR1BUS) est une série télévisée américaine créée par Vince Gilligan, dont la diffusion est prévue à partir du 7 novembre 2025 sur Apple TV+.
La série se déroule à Albuquerque, au Nouveau-Mexique, avec l'actrice Rhea Seehorn dans le rôle principal, avec qui Gilligan avait déjà travaillé sur Better Call Saul.

## Fiche technique
- Titre original et français : Pluribus
- Création : Vince Gilligan
- Réalisation : Vince Gilligan
- Scénario : Vince Gilligan, Gordon Smith, Alison Tatlock, Ariel Levine, Vera Blasi, Jenn Carroll, Jonny Gomez
- Production : Vince Gilligan, Jeff Frost, Diane Mercer, Allyce Ozarski, Rhea Seehorn, Gordon Smith, Alison Tatlock
- Société de production : Sony Pictures Television
- Sociétés de distribution : Apple TV+
- Pays d'origine :  États-Unis
- Langue originale : anglaise
- Genre : dramatique, science-fiction, comédie noire

 Sauf indication contraire, les informations mentionnées dans cette section peuvent être confirmées par la base de données cinématographiques IMDb,  présente dans la section « Liens externes ».

## Distribution

### Acteurs principaux
- Rhea Seehorn : Carol
- Karolina Wydra : Yara
- Carlos-Manuel Vesga : Manusos